# The Dropout
The Dropout ist eine US-amerikanische Miniserie, die auf dem gleichnamigen Podcast von Rebecca Jarvis und ABC Audio basiert. Behandelt wird der Aufstieg und Fall von Elizabeth Holmes und ihrem Unternehmen Theranos. Die Premiere der Miniserie fand am 3. März 2022 auf dem US-Streamingdienst Hulu statt. Im deutschsprachigen Raum erfolgt die Erstveröffentlichung der Miniserie am 20. April 2022 durch Disney+ via Star als Original. Im selben Jahr wurde Hauptdarstellerin Amanda Seyfried mit einem Emmy ausgezeichnet.

## Handlung
Die Serie beleuchtet den Aufstieg und Fall von Elizabeth Holmes und ihrem Biotech-Unternehmen Theranos. Wie konnte aus der einstigen vielversprechenden Unternehmerin und Silicon-Valley-Ikone eine verurteilte Betrügerin werden?

## Besetzung und Synchronisation
Die deutschsprachige Synchronisation entstand nach den Dialogbüchern von Franciska Friede, Yannick Forstenhäusler und Ricarda Holztrattner sowie unter der Dialogregie von Robert Kotulla durch die Synchronfirma Studio Hamburg Synchron in Hamburg.

### Hauptdarsteller
| Rolle            | Schauspieler    | Synchronsprecher |
| ---------------- | --------------- | ---------------- |
| Elizabeth Holmes | Amanda Seyfried | Franciska Friede |
| Sunny Balwani    | Naveen Andrews  | Jens Wendland    |

### Nebendarsteller
| Rolle              | Schauspieler        | Synchronsprecher  |
| ------------------ | ------------------- | ----------------- |
| Richard Fuisz      | William H. Macy     | Achim Buch        |
| Phyllis Gardner    | Laurie Metcalf      | Katrin Decker     |
| Noel Holmes        | Elizabeth Marvel    | Jennifer Böttcher |
| Rakesh Madhava     | Utkarsh Ambudkar    | Tim Kreuer        |
| Rochelle Gibbons   | Kate Burton         | Mica Mylo         |
| Ian Gibbons        | Stephen Fry         | Michael Bideller  |
| Chris Holmes       | Michel Gill         | Stephan Schad     |
| Don Lucas          | Michael Ironside    | Wolf Frass        |
| Channing Robertson | Bill Irwin          | Holger Mahlich    |
| Wade Miquelon      | Josh Pais           | Volker Hanisch    |
| Brendan Morris     | Bashir Salahuddin   | Daniel Welbat     |
| Lorraine Fuisz     | Mary Lynn Rajskub   | Kerstin Draeger   |
| Larry Ellison      | Hart Bochner        | Nicolas König     |
| Edmond Ku          | James Hiroyuki Liao | Robert Kotulla    |
| Erika Cheung       | Camryn Mi-Young Kim | Malin Steffen     |
| George Shultz      | Sam Waterston       | Achim Schülke     |
| Charlotte Shultz   | Anne Archer         | Gabriele Libbach  |
| Tyler Shultz       | Dylan Minnette      | Jesse Grimm       |
| Judith Baker       | LisaGay Hamilton    | Marion Martienzen |
| John Carreyrou     | Ebon Moss-Bachrach  | Oliver Böttcher   |
| Mark Roessler      | Kevin Sussman       | Martin May        |
| Christian Holmes   | Sam Straley         | Flemming Stein    |
| Daniel Young       | Sean Brown          | Vincent Fallow    |

### Gastdarsteller
| Rolle                   | Schauspieler        | Synchronsprecher      |
| ----------------------- | ------------------- | --------------------- |
| Elizabeth Holmes (jung) | Mikaya Fisher       | Jette Schieweck       |
| Paula Ku                | Kari Lee Cartwright | Runa Pernoda Schaefer |
| Miriam                  | Kate Comer          | Laura Pfister         |
| Avie Tevanian           | Amir Arison         | Johannes Semm         |
| Tess                    | June Laporte        | Elena Zvirbulis       |
| Kevin Hunter            | Rich Sommer         | Rasmus Borowski       |

## Episodenliste
| Nr. | Deutscher Titel    | Originaltitel  | Erstveröffentlichung (USA) | Deutschsprachige Erstveröffentlichung (D/A/CH) | Regie               | Drehbuch                                    |
| --- | ------------------ | -------------- | -------------------------- | ---------------------------------------------- | ------------------- | ------------------------------------------- |
| 1   | Ich hab es eilig   | I’m in a Hurry | 3. März 2022               | 20. Apr. 2022                                  | Michael Showalter   | Elizabeth Meriwether                        |
| 2   | Satori             | Satori         | 3. März 2022               | 20. Apr. 2022                                  | Michael Showalter   | Matt Lutsky                                 |
| 3   | Grüner Saft        | Green Juice    | 3. März 2022               | 20. Apr. 2022                                  | Michael Showalter   | Hilary Bettis                               |
| 4   | Alte weiße Männer  | Old White Men  | 10. März 2022              | 20. Apr. 2022                                  | Michael Showalter   | Dan LeFranc                                 |
| 5   | Blume des Lebens   | Flower of Life | 17. März 2022              | 20. Apr. 2022                                  | Francesca Gregorini | Liz Hannah                                  |
| 6   | Eiserne Schwestern | Iron Sisters   | 24. März 2022              | 20. Apr. 2022                                  | Francesca Gregorini | Wei-Ning Yu                                 |
| 7   | Helden             | Heroes         | 31. März 2022              | 20. Apr. 2022                                  | Erica Watson        | Liz Heldens                                 |
| 8   | Lizzy              | Lizzy          | 7. Apr. 2022               | 20. Apr. 2022                                  | Erica Watson        | Elizabeth Meriwether & Sofya Levitsky-Weitz |